# 磯野大
磯野 大（いその だい、1992年12月14日 - ）は、日本の俳優である。
身長187cm。千葉県出身。

特技は殺陣、モデルウォーク。モデルウォークは講師歴もある。

モデルとして活動した後、2016年より俳優としての活動を始める。
2018年より株式会社Allenに所属。

2024年12月31日をもって株式会社Allenを退所し、2025年より株式会社DeRTA Entertainmentに所属。

## 人物
- あだ名は「カツオ」「カッツン」「かっちゃん」「大ちゃん」など。[4]
- 好きな食べ物はタルタルソースで、自分でも作るほど。[5][6]

## 出演

### 舞台
2016年 - 2017年
- 東京ワンピースタワー「ONE PIECE LIVE ATTRACTION “2”」（2016年4月 - 2017年4月）
  - 2016年4月 - 2017年1月 リガット 役
  - 2017年2月 - 2017年4月 トラファルガー・ロー 役

2017年 - 2018年
- 東京ワンピースタワー「ONE PIECE LIVE ATTRACTION “3”『PHANTOM』」（2017年4月 - 2018年4月） - ロロノア・ゾロ 役

2018年
- 舞台「大正浪漫探偵譚-六つのマリア像-」（2018年4月18日 - 22日、シアター1010） - 西尾昌平 役
- 「ダレンジャーズ」（2018年4月25日 - 30日、ブディストホール） - 日替わりゲスト ※4月25・30日に出演
- 劇団アレン座第2回本公演 舞台「空行」（2018年6月6日 - 12日、千本桜ホール） - タカギ 役
- 舞台「ニューシネマパラダイ ちゅ」（2018年7月18日 - 22日、恵比寿・エコー劇場） - 主演[7]
- Allen suwaru Lab vol.5「サグル。」（2018年8月7日 - 12日、千本桜ホール）
- 舞台「NINJA ZONE」（2018年9月5日 - 9日、六行会ホール） - 陣 役[8]
- 東京ワンピースタワー × DAZZLE イマーシブシアター「時の箱が開く時」（2018年9月22日 - 30日） - ロロノア・ゾロ 役
- Allen suwaru Lab vol.6 〈ノルソル〉（2018年11月27日 - 30日、ひつじ座）

2019年
- 舞台『探偵東堂解の事件録-大正浪漫探偵譚-』（2019年2月14日 - 18日、千本桜ホール） - 主演 東堂解 役[9][10]
- 2.5次元ダンスライブ「ツキウタ。」ステージ第8幕「TSUKINO ENPIRE-Unleash your mind.-」（2019年3月27日 - 31日、舞浜アンフィシアター） - 秋野昌弘 役
- 舞台「刀剣乱舞」慈伝 日日の葉よ散るらむ（2019年6月 - 8月、品川ステラボール 他） -  大典太光世 役[11]
- 劇団アレン座第3回本公演 舞台『積チノカベ』（2019年7月、すみだパークスタジオ倉 他） - ニュースキャスター 役 （映像出演）
- 舞台『大正浪漫探偵譚-万華鏡への招待状-』（2019年9月11日 - 16日、あうるすぽっと） - 水川隆平 役
- 『Get Back!!』（2019年9月22日 - 29日、俳優座劇場） - 日替わりゲスト ※9月26日に出演
- 舞台版『PSYCHO-PASS サイコパス Chapter1―犯罪係数―』（2019年10月25日 - 11月10日、品川ステラボール） - チェ・グソン 役
- 劇団アレン座第4回本公演 舞台『いい人間の教科書。』（2019年11月13日 - 17日、シアターX）

2020年
- 方南ぐみ企画公演『伊賀の花嫁 その四「シングルベッド」編』 （2020年1月22日 - 29日、俳優座劇場）
- ハイパープロジェクション演劇「ハイキュー!!」"最強の挑戦者(チャレンジャー)" （2020年3月 - 5月、東京・兵庫・宮城・福岡・大阪） - 大耳練 役 [新型コロナウイルス感染拡大に伴い兵庫・宮城・福岡・大阪公演が中止]
- 闇劇『獄都事変』（2020年7月11日 - 19日、東京・新宿FACE） - 谷裂 役
- 「刀剣乱舞-ONLINE-」五周年記念「刀剣乱舞 大演練」（ 2020年8月11日、東京ドーム ） - 大典太光世 役 [新型コロナウイルス感染拡大に伴い中止] [注 1]
- 朗読劇  平和と戦争 朗読三部作+α『青空』（ 2020年8月26日、三越劇場 ） - 小太郎 役[15] [新型コロナウイルス感染拡大に伴い全公演中止][16]
- 劇団アレン座第6回本公演 舞台「秘密基地」（2020年9月16日 - 22日、花まる学習会王子小劇場）
- 舞台『真夜中のオカルト公務員』（2020年10月29日 - 11月7日、東京・新宿FACE） - 榊京一 役
- Allen suwaruプロデュース公演 舞台『いい人間の教科書。』（2020年11月、HEP HALL 他）※11月20日 - 22日の大阪公演に出演
- 「おとぎ裁判 第3審 ～魔法の豆はマネーまみれ キミのハートをジャックする♪～」（2020年12月12日 - 19日、紀伊國屋サザンシアター TAKASHIMAYA） - ジャック 役

2021年
- 劇団アレン座Lab 舞台「熱海殺人事件 -ザ・ロンゲスト・スプリング-」（2021年1月6日 - 11日、花まる学習会王子小劇場） - 大山金太郎 役
- 舞台「監獄REQUIEM」（2021年2月3日 - 7日、新宿村LIVE） - ケイト 役
- 「IdentityV STAGE  Episode 2『Double Down』」（2021年3月24日 - 4月1日、TACHIKAWA STAGE GARDEN）- 墓守（アンドルー・クレス） 役
- 『厨病激発ボーイ～REBORN～』（2021年5月4日 - 8日、東京・新宿FACE） - 九十九零 役 [新型コロナウイルス感染拡大に伴い全公演中止][17]
- 舞台「風が強く吹いている」（2021年6月16日 - 20日、六行会ホール） - 杉山高志（神童） 役[18]
- 劇団アレン座 『ホウム。』 - 野田河 大（まさる） 役
  - Allen suwaru Lab vol.7『ホウム。』（2021年7月21日 - 25日、新宿シアターブラッツ）
  - 舞台『-野田河家の人々-ホウム。2』（2021年9月7日 - 12日、新宿シアターブラッツ）
- 方南ぐみ企画公演 朗読劇『あの空を。』（2021年9月15日、俳優座劇場） - テル 役
- 「勤人（リーマン）落語Ⅲ」（2021年11月3日 - 7日、アトリエファンファーレ東新宿）演目「美香子さんを待ちながら」※11月6・7日に出演
- 朗読劇『M・A・D朗毒』（2021年11月19日 - 28日、横浜赤レンガ倉庫） - トウジ 役・アンコ 役 ※11月21・23・24・25日に出演
- Allen suwaruプロデュース公演『いい人間の教科書。』（2021年12月22日 - 26日、東京・新宿FACE）

2022年
- 劇団アレン座第7回本公演 舞台『土の壁』（2022年3月9日 - 13日、すみだパークスタジオ倉） - ニュースキャスター 役 （映像出演）
- 舞台『文豪ストレイドッグス STORM BRINGER』（2022年6月24日 - 27日、日本青年館ホール / 7月2日・3日、東大阪市文化創造館 Dream House 大ホール） - アダム・フランケンシュタイン 役
- 舞台『家族のはなし』（2022年8月12日 - 14日、IMAホール） - 主演 戸田大助 役（フクシノブキとW主演）[19]
- 新感覚恋愛×マーダーミステリー劇『Love Letter For You』（2022年9月3日 - 5日、EX THEATER ROPPONGI） - 伊藤隆 役 ※9月3日に出演
- WBB vol.20.5「ギャングアワー」（2022年10月5日 - 9日、シアター・アルファ東京） - 鮫洲 役
- 劇団アレン座第9回本公演『点滅』（2022年12月7日 - 31日、サンモールスタジオ 他） - 広田慎治 役

2023年
- 脳内クラッシュ演劇「DRAMAtical Murder」フラッシュバック（2023年4月28日 - 5月7日、品川ステラボール）- トリップ 役
- 王ステシリーズ第4弾 舞台「黎明の王」（2023年7月20日‐23日、六行会ホール） - 主演 ジェリコ 役
- 舞台『刀剣乱舞』七周年感謝祭 -夢語刀宴會-（2023年8月4日 - 6日、幕張メッセ 幕張イベントホール）- 大典太光世 役
- ミュージカル「東京リベンジャーズ」（2023年11月24日 - 26日、天王洲 銀河劇場 / 12月1日 - 3日、メルパルクホール大阪）- 半間修二 役[20]

2024年
- 舞台『ブルーロック』  - 蟻生十兵衛 役
  - 舞台『ブルーロック』 2nd STAGE（2024年1月18日 - 21日、京都劇場 / 1月25日 - 31日、ヒューリックホール東京）
  - 舞台『ブルーロック』 3nd STAGE（2024年8月9日 - 12日、東大阪市文化創造館 Dream House 大ホール / 8月17日 - 25日、シアターH）
- 劇団アレン座第10回記念本公演 舞台『僕らは未だに定まらない』（2024年3月13日 - 17日、新宿シアターモリエール / 3月22日 - 24日、 ABCホール） - 板野洋介 役
- Experimental Theater「結合男子」（2024年5月7日 - 13日、日本青年館ホール / 5月17日 - 19日、COOL JAPAN PARK OSAKA WWホール） - 鐵 仁武 役
- 朗読劇「文豪LETTERS」（2024年6月8日、ドームホール）[21]
- 「王ステ THE LIVE 2024」（2024年7月20日 - 21日、I’M A SHOW）
- 王ステシリーズ第6弾 舞台「黄昏の王」（2024年10月3日 - 6日、こくみん共済 coop ホール／スペース・ゼロ） - 主演 ジェリコ 役（佐藤弘樹・鵜飼主水とトリプル主演）[22]
- 舞台「水平なライオン」（2024年11月20日 - 24日、シアター・アルファ東京） - 三木 悠雅 役
- 「サウナ菩薩」（2024年11月29日 - 30日、東京カルチャーカルチャー）演目「慈しむ男」 - 弥勒菩薩 役
- Improvised Skit Series「ジャージーズ Ⅱ」（2024年12月1日、東京カルチャーカルチャー）

2025年
- 舞台『刀剣乱舞』十口伝 あまねく刻の遥かへ（2025年2月15日 - 3月2日、品川プリンスホテル ステラボール / 3月7日 - 9日、キャナルシティ劇場 / 3月15日・16日、オリックス劇場） - 大典太光世 役[23]
- ミュージカル「東京リベンジャーズ」 - 半間修二 役
  - ミュージカル「東京リベンジャーズ」#2 Bloody Halloween （2025年3月28日 - 4月6日、天王洲 銀河劇場 / 4月11日 - 13日、京都劇場）
  - ミュージカル「東京リベンジャーズ」ライブ「リベミュ祭」（2025年10月31日 - 11月3日〈予定〉、日本青年館ホール / 11月8日・9日〈予定〉、森ノ宮ピロティホール）[24]
- 舞台『ブルーロック』 4th STAGE（2025年5月15日 - 25日、THEATER MILANO-Za / 5月30日 - 6月1日、東大阪市文化創造館 Dream House 大ホール） - 蟻生十兵衛 役[25]
- Improvised Skit Series「ジャージーズ Ⅲ」（2025年8月2日、東京カルチャーカルチャー）
- ミュージカル「Fate/Zero」〜A Hero of Justice〜（2025年9月6日 - 21日、THEATER MILANO-Za） - バーサーカー 役

### Web配信
- 刀剣乱舞2.5ラジオ（2019年5月 - 、ニッポン放送） - 不定期ゲスト出演
- Allen suwaru official ニコ生Live（2020年1月 - 不定期配信、ニコニコチャンネル）[26]
- Allen suwaru YOUTUBE企画
  - 「緊張感あるねぇ -アメリカ西海岸の旅-」（2020年2月8日 - 、YouTube）
  - 「緊張感あるねぇ -キャンプの旅-」（2022年8月19日 - 、YouTube）
  - 「緊張感あるねぇ -日本を知ろう 47都道府県天下統一-」四国編（2023年11月25日 - 、YouTube）
- Allen suwaru「視るラジオ」（2022年4月 - 、Youtube） - 不定期ゲスト出演
- 「刀剣乱舞-ONLINE-」五周年記念「刀剣乱舞 大演練～控えの間～」（2020年8月11日、DMM.com）[27]
- 方南ぐみ企画・読み聞かせ『あたっく No.1』 （2020年8月28日、イープラス streaming +）[28]
- 「ネット怪談×百物語」 シーズン3 第21話 - 30話 （2020年10月10日 - 、YouTube） - アンゴルモー 役

### テレビ番組
- 趣味どきっ!刀剣Lovers入門 「参の剣」（2022年10月19日、NHK Eテレ）[29]
- 植田鳥越 口は○○のもと TV Season2 #49・50（2024年6月25日・7月2日、BS11）[30][31]

### 映画
- 『未曾有』（2021年） - ダイキ 役
- 『時つ風を待つ』（2022年） - 主演 （まなことW主演）[32]
- 『映画刀剣乱舞-黎明-』（2023年） - 大典太光世 役（特別出演）
- 『愛のゆくえ』（2024年） - 伊藤雄大 役

### モデル活動
- 2011年10月 Japan Fashion Week・Cutting Edge 2011
- 2012年2月 Graduate Fashion Exhibition
- 2012年3月 Nocturne ♯22 In C Sharp Minor, Op. Posth.2012-13 A/W
- 2012年9月 アーティスト団体KIRIE 女形モデル
- 2012年11月 KDDI Webモデル（hTC J butterfly）
- 2015年7月 埼玉県民共済Webモデル
- 2016年5月 新美容出版「SHINBIYO」6月号

### その他
- PLAYLAND ART展「YOU KNOW WHAT?」（2024年7月13日 - 14日、代官山ヒルサイドテラス）

## イベント

### 個人イベント
- 磯野大 生誕祭イベント（2017年12月3日、クラブキャメロット渋谷）
- 磯野大バースデーイベント2018 「平成最後の誕生日」（2018年12月14日、武蔵野公会堂）
- DAI ISONO FIRST SOLO EVENT「#磯活」（2019年9月21日、スタジオジュピター）
- 磯野大バースデーイベント2019（2019年12月15日、スタジオジュピター）
- DAI ISONO 2nd SOLO EVENT「#磯活vol.2」（2020年10月17日）※web配信
- 磯野大バースデーイベント2021（2021年11月27日、YMCAアジア青少年センター 地下スペースYホール）
- DAI ISONO 3rd SOLO EVENT「#磯活vol.3」（2022年7月24日、YMCAアジア青少年センター 地下スペースYホール）
- 磯野大バースデーイベント2022（2022年12月18日、雷5656会館 ときわホール）
- 磯野大バースデーイベント2023（2023年12月17日、スタジオジュピター）
- 磯野大バースデーイベント2024（2024年12月18日、R’sアートコート）

### 劇団アレン座イベント
- 「初めまして大阪、よろしくね東京」（2019年4月19日 - 4月21日、calm space / 2019年4月26日 - 4月28日、studio VAD ザ☆キッチンNAKANO）
- 劇団アレン座×ヴィレヴァン オールジャパンヴィレヴァンコンテスト-AJVC-（2019年5月3日 - 5日、ヴィレッジヴァンガード渋谷本店）
- Allen suwaru SUMMER EVENT『THE SHOMIMA』（2019年8月24日・25日、千本桜ホール）
- Allen suwaru年末&クリスマスイベント『内緒話』（2019年12月26日・27日、サンパール荒川）
- Allen suwaru × Village Vanguard『緊張感あるねぇ』写真集 発売記念イベント（2022年2月13日、ヴィレッジヴァンガード渋谷本店）
- Allen suwaru × Village Vanguard コラボグッズ発売記念イベント（2022年3月26日、ヴィレッジヴァンガード渋谷本店）
- THE SHOMIMA 2022（2022年8月20日、YMCAアジア青少年センター 地下スペースYホール）
- Allen suwaru『視るラジオ』公開収録（2022年10月3日、Coconeri 3階）
- Allen suwaru Autumn EVENT 秋のファン感謝祭イベント「AKINAGA」（2022年10月23日、雷5656会館 ときわホール）
- Allen suwaru クリスマス&年末２大イベント
  - 「Christmas party」（2022年12月24日・25日、アトリエファンファーレ高円寺）
  - 「年忘れイベント」（2022年12月31日、小劇場楽園）
- Allen suwaru大新年会（2023年1月21日、雷5656会館 ときわホール）
- アレン祭（2023年5月21日、CARATO71）
- 秋のアレン祭（2023年10月8日・9日、CARATO71）
- Allen suwaru ～Xmas 2023～（2023年12月25日、烏山区民会館）
- 春のアレン祭（2024年4月12日、CARATO71）
- 劇団アレン座FCイベント（2024年4月13日、CARATO71）
- Allen suwaru Xmas event『Last Xmas』（2024年12月24日、⻲⼾⽂化センター ホール）

### その他
- 〜宴〜 再会を誓って（2018年5月4日、新宿MARZ）
- 磯野大主催 バスツアー（2018年5月19・20日）
- ナンジャ叱られフェス（2018年12月31日 - 2019年1月3日、ナンジャタウン）
- 植田鳥越「口は○○のもと」
  - 若俳たちの関ヶ原（2022年10月1日、ヒューリックホール東京）
  - 若俳たちは本能寺にあり（2023年6月18日、ヒューリックホール東京）
  - 若俳軍団の騒乱（2024年1月14日、ヒューリックホール東京）
  - 若俳軍団新選組 京都からの刺客（2024年7月28日、福生市民会館 大ホール）
  - くちまるチャレンジウィーク ～若俳軍団 東京・秋の陣 夜の宴～（2024年9月28日、I'M A SHOW）
  - 若俳軍団 〜梅雨前線異常なし〜 昼の雨・夜の雨（2025年6月14日、県民共済みらいホール）
- ぼくらの納涼祭2023（2023年9月2日、北とぴあ）

### ゲスト出演
- 日本・ミャンマー合作映画『僕の帰る場所』トークゲスト（2018年11月24日、ポレポレ東中野）
- Allen suwaru年末イベント（2018年12月26日、千本桜ホール）
- 飯山裕太　バースデーイベント（2019年8月9日、YMCAアジア青少年センター 地下スペースYホール）
- MANABIRTH ONLINE（2020年6月14日）※web配信
- 飯山裕太 24thバースデー配信イベント（2020年8月8日、ニコニコ生放送）※web配信
- 栗田学武36歳バースデーイベント「MANABIRTH 36回目の梅雨」（2021年7月4日、YMCAアジア青少年センター 地下スペースYホール）
- Yuta Iiyama 25th Birthday Event（2021年7月31日、池袋AKビル 2階スペース）※中止
- ソフボ祭Vol.4-輝け沖縄の一番星〜高田舟29歳お誕生日会〜（2021年9月14日、ライブハウス SHIBUYA TAKE OFF 7）
- こばなか卍會（2021年10月24日、YMCA アジア青少年センター 地下スペースYホール）
- 鈴木遥太 BIRTHDAY EVENT 2022（2022年1月30日、Sea Blue）
- 栗田学武バースデーイベント-2022-（2022年7月16日、キチム）
- 田淵累生 27th Birthday Event（2022年9月19日、雷5656会館 ときわホール）
- 『K’s Party 2nd』~ Happy White Day!!~（2023年3月4日、歌舞伎町Sparkle）
- 加藤将 31th Birthdayevent～Transform～（2023年10月1日、R'sアートコート）
- TWiNPARADOX バースデーイベント「二葉兄弟生誕祭2024」（2024年4月10日、日本橋社会教育会館）
- MANABIRTH 39th（2024年6月9日、R’sアートコート）
- 前川優希イベント「大団えん。〜今年もいろんなことあったよね2024〜」（2024年12月23日、東京証券会館）
- Nobunaga Sato FAN MEETING vol.4 in OSAKA（2024年12月29日、A&Hホール）
- 春のアレン祭（2025年4月27日、R’sアートコート）
- 三浦海里ファンミーティング～オーシャン＆ヴィレッジ～（2025年7月27日、ESP GROOVE LOUNGE TOKYO）

### 出演作品関連イベント等
- 舞台「大正浪漫探偵譚 -六つのマリア像-」DVD発売記念イベント（2018年10月26日、HMV SHIBUYA）
- 舞台『刀剣乱舞』慈伝 日日の葉よ散るらむ Blu-ray&DVD発売記念イベント（2019年12月2日、江戸川区総合文化センター 大ホール /2020年1月14日、神戸国際会館こくさいホール）
- 「メンズビジュアルムックA-VOICE 磯野大」発売記念イベント（2021年8月1日、HMV＆BOOKS SHIBUYA）
- 「緊張感あるねぇ」DVD発売イベント（2021年9月9日、新宿THEATER BRATS）
- 第31回映画祭 TAMA CINEMA FORUM「TAMA NEW WAVE ある視点 ―Vol.4―」映画『未曾有』舞台挨拶（2021年11月19日、ベルブホール）
- 「ホウム。-野田河家の人々-」DVD発売記念 振り返りイベント（2022年5月3日、YMCAホール）
- アレン展（2022年5月18日・20日在廊、練馬文化センター ギャラリー）
- WBB vol.20.5「ギャングアワー」アフタートークイベント（2022年10月9日、シアター・アルファ東京）
- 点滅展（2023年1月17日在廊、大泉学園ゆめりあホール7階 ギャラリー）
- 舞台『僕らは未だに定まらない』事前イベント（2023年2月25日、 玉川せせらぎホール）
- THE STAGE OF THE KING 4TH Anniversary Talk&LIVE Session（2023年5月23日、東京カルチャーカルチャー）
- 舞台『大正浪漫探偵譚』~事前お披露目イベント 前日譚（2023年5月27日、 玉川せせらぎホール）
- 舞台「黎明の王」アフターイベント（2023年9月25日、東京カルチャーカルチャー）
- 舞台「僕らは未だに定まらない」展示会（2024年4月19日在廊、大泉学園ゆめりあホール7階 ギャラリー）
- 舞台「黄昏の王」アフタートークイベント（2024年11月5日、東京カルチャーカルチャー）
- ミュージカル「東京リベンジャーズ」 Blu-ray/DVD 発売記念イベント（2024年9月1日、都内某所）
- 「サウナ菩薩」アフターイベント（2024年11月30日、東京カルチャーカルチャー）
- 王ステ第6弾「黄昏の王」衣装サポーター限定イベント（2024年12月30日、HYPERMIX門前仲町）
- 旅行ガイドフォトブック「PATHPORT」お渡し会イベント（2025年6月8日、代官山ヒルサイド バンケット）
- 舞台『刀剣乱舞』十口伝 あまねく刻の遥かへ Blu-ray/DVD発売記念イベント（2025年10月28日、豊洲PIT）

## 書籍

### 写真集
- メンズビジュアルムック 「A-VOICE 磯野大」（2021年7月28日、講談社）[33]

- 旅行ガイドフォトブック「PATHPORT」（2025年）[34]